# Obryzum friesii
Obryzum friesii är en lavart som först beskrevs av Karl von Keissler och som fick sitt nu gällande namn av Nikolaus Hoffmann och Joseph Hafellner. 
Obryzum friesii ingår i släktet Obryzum och familjen Obryzaceae. Arten är reproducerande i Sverige.